# فرنسيسكو سييرا
فرنسيسكو سييرا هو رسام سويسري، ولد في 1977.